# Пантелеймон Мельник
Єпископ Пантелеімон (Мельник) — ієрарх Української Православної Церкви; єпископ Батуринський, вікарій Ніжинської єпархії. Теолог, викладач та проректор з навчально-методичної роботи КДАіС.

## Життєпис
Народився 16 жовтня 1984 року в смт Любашівка Одеської області.
З 1991 до 2002 року навчався у Любашівській загальноосвітній школі № 2.
З 2002 по 2007 рік навчався у Первомайському Інституті Одеського Національного Університету ім. І. І. Мечникова (спеціальність – менеджмент організацій).
У 2013 рр. закінчив Київську духовну семінарію. У 2015 році — магістратуру Київської духовної академії та зарахований до аспірантури КДА.
12 квітня 2016 року у Дальніх печерах Свято-Успенської Києво-Печерської Лаври пострижений у мантію з ім`ям Пантелеімон, на честь св. вмч. Пантелеімона (день пам’яті 9 серпня).
16 квітня 2016 року рукоположений у сан ієродиякона.
30 квітня 2016 р. Блаженнішим Митрополитом Київським і всієї України Онуфрієм рукоположений у сан ієромонаха.
12 червня 2016 року нагороджений наперсним хрестом.
З вересня 2016 р. призначений черговим помічником проректора КДА з виховної роботи.
З 11 червня 2017 по 31 січня 2018 року навчався в інституті Боссе (Швейцарія).
У 2018 році закінчив Аспірантуру КДА та захистив дисертацію на здобуття вченого звання кандидат богословʼя.
З 2018 року — заступник голови Інформаційно-просвітницького відділу УПЦ. 
9 листопада 2021 року возведений у сан архімандрита.
У 2023 році призначений духівником Київської духовної академії. 
У 2024 році призначений проректором Київської духовної академії з навчально-методичної роботи.
24 грудня 2024 року Священним Синодом УПЦ обраний єпископом Батуринським, вікарієм Ніжинської єпархії.
28 грудня 2024 року у Троїцькому домовому храмі Свято-Пантелеймонівського жіночого монастиря у Києві відбулося наречення архімандрита Пантелеімона (Мельника) у єпископа Батуринського.
8 січня 2025 року Блаженніший Митрополит Київський і всієї України Онуфрій у Вознесенському Флорівському жіночому монастирі Києва звершив хіротонію архімандрита Пантелеімона (Мельника) у єпископа Батуринського, вікарія Ніжинської єпархії.